# Louis Spencer, Visconde Althorp
Louis Frederick John Spencer, Visconde Althorp (nascido a 14 de março de 1994), é um aristocrata britânico e o filho mais velho e herdeiro aparente de Charles Spencer, 9.º Conde Spencer. É sobrinho de Diana, Princesa de Gales, e primo em primeiro grau de Guilherme, Príncipe de Gales, e de Henrique, Duque de Sussex.

## Infância e educação
Nasceu no Hospital de St. Mary, em Westminster, Londres, sendo o quarto filho e o primogénito de Charles Spencer, 9.º Conde Spencer, e da sua primeira esposa, Victoria Lockwood. Sobrinho de Diana, Princesa de Gales, e primo em primeiro grau do Príncipe de Gales e de Henrique, Duque de Sussex, é o herdeiro aparente do condado Spencer.
Um ano após o seu nascimento, a sua família mudou-se para a Cidade do Cabo, na África do Sul, onde cresceu.
O Visconde Althorp foi aluno do Diocesan College, na Cidade do Cabo, tendo posteriormente ingressado na Universidade de Edimburgo. Concluiu os seus estudos na Arts Educational Schools, em Londres, a 6 de setembro de 2022, tendo sido o orador principal da cerimónia de graduação.

## Visconde Althorp
A lei da primogenitura masculina em vigor no Reino Unido determina que o Visconde Althorp, e não a sua irmã mais velha, Kitty Spencer, que é a primogénita do seu pai, herdará o título de Conde de Spencer. Embora os bens possam ser distribuídos separadamente, a maioria dos pares opta por manter a propriedade e o título associados. Como herdeiro do condado de Spencer, espera-se que Louis Spencer herde a propriedade de Althorp, avaliada em cerca de 100 milhões de libras, de acordo com a tradição da primogenitura masculina, apesar de ter três irmãs mais velhas.

## Carreira
Em 2025, exerce a profissão de ator, utilizando o nome artístico "Louis Lyons".

## Vida pessoal
Em 2021, participou no casamento da sua irmã, Kitty Spencer, acompanhando-a até ao altar. Atualmente, é representado pela agência de talentos Tavistock Wood.

## Títulos e estilos
- 14 de março de 1994 – presente: Visconde Althorp